# Список похованих на Другому Християнському цвинтарі
Другий Християнський цвинтар є одним з найвідоміших некрополів Одеси. Воно було утворено в 1885 році. За радянських часів це було перше за значимістю кладовище міста. Деякі могили Другого християнського цвинтаря є об'єктами культурної спадщини. У даній статті представлений список значимих людей, похованих на Другому християнському цвинтарі.

## А
| Пам'ятник | Особа | Ім'я                                  | Роки життя                       | Причина смерті | Дата поховання  | Місце                              | Пр.   |
| --------- | ----- | ------------------------------------- | -------------------------------- | -------------- | --------------- | ---------------------------------- | ----- |
|           |       | Князь Генерал-майор Олександр Авалов  | 8 вересня 1852 — 8 березня 1916  |                | 10 березня 1916 | Військове відділення               | [ 1 ] |
|           |       | Генерал-майор Сергій Агапєєв          | 22 серпня 1868 — 23 вересня 1916 | Параліч мозку  | 24 вересня 1916 | Військове відділення               | [ 1 ] |
|           |       | Генерал від інфантерії Антон Адамович | 16 грудня 1831 — 20 липня 1911   | Довга хвороба  | 22 липня 1911   |                                    | [ 1 ] |
|           |       | Полковник Віктор Азар'єв              | 24 січня 1867 — 3 жовтня 1914    | Загинув у бою  |                 |                                    | [ 1 ] |
|           |       | Генерал-лейтенант Євген Акерман       | 18 січня 1839 — 18 січня 1912    |                | 21 січня 1912   | Військове відділення (204 ділянка) | [ 1 ] |

## Б
| Пам'ятник | Особа | Ім'я                                 | Роки життя                         | Причина смерті                 | Дата поховання    | Місце                | Пр.                     |
| --------- | ----- | ------------------------------------ | ---------------------------------- | ------------------------------ | ----------------- | -------------------- | ----------------------- |
|           |       | Полковник Петро Банцеков             | 10 серпня 1874 — 1917              |                                | 13 травня 1917    |                      | [ 1 ]                   |
|           |       | Генерал-майор Баснін Дмитро Іванович | 26 жовтня 1852 — 20 жовтня 1916    |                                |                   |                      |                         |
|           |       | Генерал-лейтенант Владислав Бауфал   | 12 липня 1853 — 20 листопада 1914  | Рак шлунка та запалення легень | 23 листопада 1914 | 73 ділянка           | [ 1 ]                   |
|           |       | Євген Буковецький                    | 5 (17) грудня 1866 — 27 липня 1948 | Хвороба                        |                   | 22 ділянка           | [ 2 ] [ 3 ] [ 4 ] [ 5 ] |
|           |       | Генерал-лейтенант Микола Булкін      | 30 січня 1864 — 2 листопада 1913   | Запалення легень               | 4 листопада 1913  | Військове відділення | [ 1 ]                   |
|           |       | Генерал-лейтенант Іван Бурмаков      | 11 листопада 1899 — 16 червня 1973 |                                |                   |                      | [ 1 ]                   |

## В
| Пам'ятник | Особа | Ім'я            | Роки життя  | Причина смерті | Дата поховання | Місце | Пр.         |
| --------- | ----- | --------------- | ----------- | -------------- | -------------- | ----- | ----------- |
|           |       | Павло Волокидін | 1877 — 1936 |                |                |       | [ 2 ] [ 3 ] |

## Г
| Пам'ятник | Особа | Ім'я                                         | Роки життя                           | Причина смерті     | Дата поховання   | Місце                              | Пр.   |
| --------- | ----- | -------------------------------------------- | ------------------------------------ | ------------------ | ---------------- | ---------------------------------- | ----- |
|           |       | Полковник Михайло Гаврилиця                  | 20 вересня 1870 — 11 лютого 1915     | Загинув у бою      | 24 лютого 1915   |                                    | [ 1 ] |
|           |       | Генерал-майор Степан Гервер-Кріско           | 3 червня 1839 — 11 травня 1907       | Туберкульоз легень | 13 травня 1907   |                                    | [ 1 ] |
|           |       | Генерал-майор Владислав-Альфред Гняздовський | 20 лютого 1848 — 8 листопада 1913    | Довга хвороба      | 9 листопада 1913 | Військове відділення               | [ 1 ] |
|           |       | Генерал-лейтенант Михайло Голембатовський    | 30 серпня 1852 — 9 жовтня 1907       |                    | 12 жовтня 1907   | Військове відділення (131 ділянка) | [ 1 ] |
|           |       | Генерал-майор Аркадій Голов                  | 4 листопада 1851 — 28 листопада 1914 |                    | [ A 4 ]          | Військове відділення (204 ділянка) | [ 1 ] |
|           |       | Генерал від інфантерії Єпіфаній Гусаков      | 12 травня 1850 — 14 березня 1916     | Нефрит             | 16 березня 1916  |                                    | [ 1 ] |

## Д
| Пам'ятник | Особа | Ім'я                                    | Роки життя                       | Причина смерті | Дата поховання  | Місце                | Пр.                     |
| --------- | ----- | --------------------------------------- | -------------------------------- | -------------- | --------------- | -------------------- | ----------------------- |
|           |       | Тіт Дворніков                           | 1862 — 28 жовтня 1922            | Рак легень     | 20 травня 1935  | 22 ділянка           | [ 2 ] [ 3 ] [ 6 ] [ 7 ] |
|           |       | Генерал-майор Михайло Дерюгін           | 1838—1906                        |                |                 |                      |                         |
|           |       | Генерал-лейтенант Вікентій Домбровський | 9 липня 1845 — 3 вересня 1914    | Рак шлунка     | 4 вересня 1914  |                      | [ 1 ]                   |
|           |       | Генерал-майор Данило Думкасов           | 24 грудня 1848 — 25 вересня 1904 | Апоплексія     | 28 вересня 1904 | Військове відділення | [ 1 ]                   |

## З
| Пам'ятник | Особа | Ім'я                                   | Роки життя                    | Причина смерті        | Дата поховання | Місце                | Пр.   |
| --------- | ----- | -------------------------------------- | ----------------------------- | --------------------- | -------------- | -------------------- | ----- |
|           |       | Генерал від інфантерії Микола Зарубаєв | 6 січня 1843 — 10 червня 1912 | Порок серця та нефрит | 14 червня 1912 | Військове відділення | [ 1 ] |

## К
| Пам'ятник | Особа | Ім'я                                    | Роки життя                                  | Причина смерті      | Дата поховання   | Місце                | Пр.                     |
| --------- | ----- | --------------------------------------- | ------------------------------------------- | ------------------- | ---------------- | -------------------- | ----------------------- |
|           |       | Генерал-лейтенант Петро Кардіналовський | 13 жовтня 1841 — 5 вересня 1912             | Хвороба горла       | 5 вересня 1912   |                      | [ 1 ]                   |
|           |       | Генерал-лейтенант Олександр Кованько    | 4 березня 1856 — 20 квітня 1919             | Паралич серця       |                  | Військове відділення | [ 1 ]                   |
|           |       | Академік Киріак Костанді                | 21 вересня (3 жовтня) 1852 — 31 жовтня 1921 | Хвороба             | 20 травня 1935   | 22 ділянка           | [ 2 ] [ 3 ] [ 8 ] [ 7 ] |
|           |       | Генерал від інфантерії Микола Кутневич  | 11 грудня 1837 — 5 листопада 1915           | Хронічний міокардит | 7 листопада 1915 | Військове відділення | [ 1 ] [ 9 ]             |

## Л
| Пам'ятник | Особа | Ім'я                                             | Роки життя                        | Причина смерті | Дата поховання | Місце                | Пр.   |
| --------- | ----- | ------------------------------------------------ | --------------------------------- | -------------- | -------------- | -------------------- | ----- |
|           |       | Генерал-майор Георгій-Вернер Лейденіус           | 28 вересня 1837 — 5 жовтня 1914   |                | 7 жовтня 1914  | Військове відділення | [ 1 ] |
|           |       | Генерал-лейтенант Липинський Василь Йосипович    | 3 листопада 1835 — 20 грудня 1902 |                |                | Військове відділення | [ 1 ] |
|           |       | Заслужений художник України Володимир Литвиненко | 3 червня 1930 — 1 травня 2011     |                |                |                      |       |
|           |       | Генерал-лейтенант Олексій Лучковський            | 13 березня 1853 — 28 травня 1913  |                | 31 травня 1913 | Військове відділення | [ 1 ] |

## М
| Пам'ятник | Особа | Ім'я                               | Роки життя                            | Причина смерті             | Дата поховання    | Місце                | Пр.    |
| --------- | ----- | ---------------------------------- | ------------------------------------- | -------------------------- | ----------------- | -------------------- | ------ |
|           |       | Полковник Микола Макаров           | 8 травня 1846 — 30 березня 1904       |                            |                   |                      |        |
|           |       | Генерал-майор Олександр Мандражи   | 12 вересня 1837 — 14 лютого 1912      | Артеріосклероз і міокардит | 16 лютого 1912    |                      | [ 1 ]  |
|           |       | Полковник Зіновій Матусовський     | 1842 — 1904                           |                            |                   |                      | [ 10 ] |
|           |       | Полковник В'ячеслав Мейнандер      | 21 листопада 1867 — 19 листопада 1916 | Туберкульозний міненгіт    | 23 листопада 1916 | Військове відділення | [ 1 ]  |
|           |       | Генерал-лейтенант Микола Мордвінов | 5 серпня 1843 — 12 січня 1915         | Порок серця                | 16 січня 1915     | Військове відділення | [ 1 ]  |

## Н
| Пам'ятник | Особа | Ім'я                          | Роки життя                      | Причина смерті | Дата поховання | Місце                | Пр.   |
| --------- | ----- | ----------------------------- | ------------------------------- | -------------- | -------------- | -------------------- | ----- |
|           |       | Генерал-майор Михайло Нікітін | 17 травня 1850 — 25 червня 1918 |                | 26 червня 1918 | Військове відділення | [ 1 ] |

## П
| Пам'ятник | Особа | Ім'я                            | Роки життя                      | Причина смерті   | Дата поховання | Місце                | Пр.   |
| --------- | ----- | ------------------------------- | ------------------------------- | ---------------- | -------------- | -------------------- | ----- |
|           |       | Генерал-майор Олександр Патрік  | 1825 — 6 квітня 1911            |                  | 8 квітня 1911  | Військове відділення | [ 1 ] |
|           |       | Генерал-майор Ілля Побиванець   | 1834 — 20 квітня 1911           | Запалення легень | 22 квітня 1911 | Військове відділення | [ 1 ] |
|           |       | Генерал-майор Іван Порохня      | 1808— 1895                      |                  |                |                      |       |
|           |       | Віктор Прокопенко               | 24 жовтня 1944 — 18 серпня 2007 |                  |                |                      |       |
|           |       | Генерал-лейтенант Дмитро Путята | 24 лютого 1855 — 3 лютого 1915  | Запалення легень | 6 лютого 1915  | Військове відділення | [ 1 ] |
|           |       | Академік Надія Пучківська       | 25 травня 1908 — 15 травня 2001 |                  |                |                      | [ 1 ] |

## Р
| Пам'ятник | Особа | Ім'я                                   | Роки життя                       | Причина смерті | Дата поховання  | Місце                | Пр.   |
| --------- | ----- | -------------------------------------- | -------------------------------- | -------------- | --------------- | -------------------- | ----- |
|           |       | Генерал від інфантерії Михайло Романов | 15 жовтня 1848 — 15 вересня 1915 | Важка хвороба  | 16 вересня 1915 |                      | [ 1 ] |
|           |       | Підполковник Олександр Рубець          | 1 серпня 1872 — 1914             | Загинув у бою  | 17 жовтня 1914  | Військове відділення | [ 1 ] |

## С
| Пам'ятник | Особа | Ім'я                               | Роки життя                     | Причина смерті    | Дата поховання | Місце       | Пр.    |
| --------- | ----- | ---------------------------------- | ------------------------------ | ----------------- | -------------- | ----------- | ------ |
|           |       | Генерал-лейтенант Антон Сарнецький | 12 січня 1850 — 27 січня 1914  | Гостре малокрів'я | 29 січня 1914  |             | [ 1 ]  |
|           |       | Полковник Олексій Сафонов          | 1852 — 1 червня 1918           | Гостре малокрів'я | 2 червня 1918  |             | [ 1 ]  |
|           |       | Олег Соколов                       | 15 липня 1919 — 18 травня 1990 |                   |                | 106 ділянка | [ 11 ] |

## Т
| Пам'ятник | Особа | Ім'я                    | Роки життя                             | Причина смерті | Дата поховання | Місце | Пр.    |
| --------- | ----- | ----------------------- | -------------------------------------- | -------------- | -------------- | ----- | ------ |
|           |       | Професор Василь Таїрянц | 2 (14) листопада 1859 — 23 квітня 1938 |                |                |       | [ 12 ] |

## У
| Пам'ятник | Особа | Ім'я                           | Роки життя                      | Причина смерті | Дата поховання | Місце                              | Пр.   |
| --------- | ----- | ------------------------------ | ------------------------------- | -------------- | -------------- | ---------------------------------- | ----- |
|           |       | Генерал-майор Паулін Уланович  | 23 червня 1826 — 10 лютого 1908 | Важка хвороба  | [ A 9 ]        | Військове відділення (135 ділянка) | [ 1 ] |
|           |       | Генерал-майор Аполлон Усольцев | 7 грудня 1851 — 20 серпня 1915  | Загинув у бою  | 25 серпня 1915 | Військове відділення (166 ділянка) | [ 1 ] |

## Ф
| Пам'ятник | Особа | Ім'я                       | Роки життя                           | Причина смерті     | Дата поховання | Місце | Пр.           |
| --------- | ----- | -------------------------- | ------------------------------------ | ------------------ | -------------- | ----- | ------------- |
|           |       | Академік Володимир Філатов | 15 (27) лютого 1875 — 30 жовтня 1956 | Крововилив у мозок |                |       | [ 13 ] [ 14 ] |

## Х
| Пам'ятник | Особа | Ім'я                                | Роки життя                         | Причина смерті | Дата поховання | Місце                              | Пр.   |
| --------- | ----- | ----------------------------------- | ---------------------------------- | -------------- | -------------- | ---------------------------------- | ----- |
|           |       | Тадеуш Хоппе                        | 27 червня 1913 — 10 листопада 2003 |                |                |                                    |       |
|           |       | Генерал-лейтенант Володимир Худяков | 10 січня 1832 — 8 жовтня 1908      |                | [ A 11 ]       | Військове відділення (135 ділянка) | [ 1 ] |

## Ч
| Пам'ятник | Особа | Ім'я            | Роки життя | Причина смерті | Дата поховання | Місце | Пр.    |
| --------- | ----- | --------------- | ---------- | -------------- | -------------- | ----- | ------ |
|           |       | Петро Чардинін  | 1872-1934  |                | 1934           |       | [ 15 ] |
|           |       | Василь Чернишов | 1825—1906  |                | 1906           |       |        |

## Ш
| Пам'ятник | Особа | Ім'я                                      | Роки життя                        | Причина смерті     | Дата поховання | Місце                | Пр.   |
| --------- | ----- | ----------------------------------------- | --------------------------------- | ------------------ | -------------- | -------------------- | ----- |
|           |       | Генерал-лейтенант Іван Шевальє де ла Серр | 3 листопада 1854 — 20 травня 1912 | Колоректальний рак | 23 травня 1912 | Військове відділення | [ 1 ] |

## Ю
| Пам'ятник | Особа | Ім'я                        | Роки життя                          | Причина смерті          | Дата поховання  | Місце                | Пр.   |
| --------- | ----- | --------------------------- | ----------------------------------- | ----------------------- | --------------- | -------------------- | ----- |
|           |       | Генерал-майор Федір Юрченко | 17 лютого 1853 — 25 квітня 1912     |                         | 25 квітня 1912  |                      |       |
|           |       | Генерал-майор Микола Ющенко | 24 листопада 1862 — 21 вересня 1914 | Хвороба серця та шлунка | 27 вересня 1914 | Військове відділення | [ 1 ] |

## Виноски
1. ↑  На 204 дільниці сучасного планування зберігся надгробок — постамент із червоного граніту з нішею для фотографії і епітафією: «Генерал-лейтенант Євген Юлійович Акерман. Народився 18 січня 1839 року. Помер 1 січня 1912 року.» (рос. дореф. «Генералъ Лейтенанть Евгеній Юльевичъ Акерман. Род. 18 Янв. 1839 г. Скон. 1 Янв. 1912 г.») Хрест відсутній.
2. ↑  На 73 дільниці сучасного планування зберігся надгробок — постамент із червоного граніту з епітафією: «Генерал-лейтенант Владислав Францевич Боуфал. Помер 20 листопада 1914 року.» (рос. дореф. «Генералъ-Лейтенантъ Владиславъ Францевичъ Боуфалъ. Ск. 20 Ноября 1914 г.») Хрест відсутній.
3. ↑  На 131 дільниці сучасного планування зберігся надгробок — постамент з чорного граніту з нішею для фотографії і епітафією: «Генерал-лейтенант Михайло Григорович Голембатовський. Народився 30 серпня 1852 року. Помер 9 жовтня 1907 року.» (рос. дореф. «Генералъ-лейтенантъ Михаилъ Григорьевичъ Голембатовскій. Род. 30 Авг. 1852 г. Сконч. 9 Окт. 1907 г.») Хрест відсутній.
4. ↑  На 204 дільниці сучасного планування зберігся надгробок — постамент з чорного граніту з нішею для фотографії і епітафією: «Генерал-майор Аркадій Іванович Голов. Народився 4 листопада 1851. Помер 28 листопада 1914. Мир праху твоєму, дорогий незабутній чоловік.» (рос. дореф. «Генералъ-маіоръ Аркадій Ивановичъ Головъ. Родился 4 Ноября 1851. Скончался 28 Ноября 1914. Миръ праху твоему, дорогой незабвенный мужъ.») Хрест відсутній. Навколо могили — кована металева огорожа.
5. ↑  Спочатку був похований на Першому Християнському цвинтарі, однак 20 травня 1935 року, в зв'язку зі знищенням старого некрополя комуністами, залишки Тіта Дворніка разом із залишками його учнів і товаришів були перепоховані.
6. ↑  Біля головного входу на Військове відділення зберігся надгробок — плита з чорного граніту з епітафією: «Командувач військами Одеського військового округу генерал-ад'ютант Микола Платонович Зарубаєв. Помер 10 червня 1912 року.» (рос. дореф. «Командующий войсками Одесскаго военнаго округа Генералъ-адъютантъ Николай Платонович Зарубаевъ. Скончался 10 іюня 1912 года.») і постамент з чорного граніту з нішею для фотографії і текстом: «Пом'яни його Господи у Царствії Твоєму.» (рос. дореф. «Помяни его Господи во Царствіи Твоемъ.») Хрест відсутній. Навколо могили металеві огорожа.
7. ↑  Спочатку був похований на Першому Християнському цвинтарі, однак 20 травня 1935 року, в зв'язку зі знищенням старого некрополя комуністами, залишки Киріака Костанді разом із залишками його учнів і товаришів були перепоховані.
8. ↑  За іншими даними — похований на Першому Християнському цвинтарі.
9. ↑  На 135 дільниці сучасного планування збереглася частина надгробка — обеліск з червоного граніту з епітафією: «Генерал-майор Паулін Осипович Уланович. Помер 10 лютого 1908 року.» (рос. дореф. «Генералъ-маіоръ Паулинъ Осиповичъ Улановичъ. Умеръ 10-го Февраля 1908 года.») Могила знищена.
10. ↑  На 166 дільниці сучасного планування зберігся напівзруйнований надгробок — постамент з чорного граніту з нішею для фотографії і епітафією: «Генерал-майор Аполлон Олексійович Усольцев, що пав геройською смертю 20 серпня 1915 року біля мису Олика» рос. дореф. «Генералъ-Маіоръ Аполлон Алексеевичъ Усольцевъ, павшій геройской смертъю 20 авг. 1915 г. у м. Олыка». Хрест відсутній.
11. ↑  На 135 дільниці сучасного планування зберігся надгробок — постамент з чорного граніту з епітафією: «Генерал-лейтенант Володимир Корнійович Худяков. Народився 10 января 1832 року. Помер 8 жовтня 1908 року.» (рос. дореф. «Генералъ-Лейтенантъ Владиміръ Корнельевичъ Худяковъ. Родился 10 Января 1832 г. Скончался 8 Октября 1908 г.») Хрест відсутній. У 1996 році поховання знищено.
12. ↑  На ділянці сучасного планування зберігся надгробок — плита з чорного граніту з горельєфним зображенням хреста і епітафією: «Військовий інженер генерал-лейтенант Іван Іванович Шевальє де ла Серр. 3.XI.1854 — 20.V.1912. До побачення дорогий муж і брат. Вічна пам'ять!» (рос. дореф. «Военный Инженеръ Генералъ-Лейтенантъ Иван Ивановичъ Шевалье-де-ла-Серръ. 3.XI.1854 — 20.V.1912. До свиданья дорогой мужъ и брат. Вечная память!») Хрест відсутній. У 1996 році поховання знищено.